# Jules Alexandre Daveau
Jules Alexandre Daveau (Argenteuil, 29 febbraio 1852 – Montpellier, 24 agosto 1929) è stato un botanico francese noto per le sue indagini della flora portoghese.

## Biografia
Da adolescente ha iniziato a lavorare come giardiniere apprendista presso il Museo Nazionale di Storia Naturale di Parigi. Nel 1875 fu inviato in una spedizione botanica alla Cirenaica. Ha raccolto campioni per il botanico portoghese Julio Augusto Henriques sulle Berlenga Grande Island, Portogallo.
Dal 1876-1893 ha lavorato come capo giardiniere del giardino botanico di Lisbona. In seguito, è stato curatore del erbario e del orto botanico di Montpellier.
Le piante con il nome botanico daveauanus prendono il nome da Daveau.

## Opere principali
- Aperçu sur la végétation de l'Alemtejo et de l'Algarve, 1882.
- Euphorbiacées du Portugal, 1885.
- Cistinées du Portugal, 1886.
- Plumbaginées du Portugal, 1889.
- Cypéracées du Portugal, 1892.[8]